# Xanthorhoe roseopicta
Xanthorhoe roseopicta là một loài bướm đêm trong họ Geometridae.